# Rotskoeskoes
De rotskoeskoes (Petropseudes dahli) is een zoogdier uit de familie van de kleine koeskoezen (Pseudocheiridae). De wetenschappelijke naam van de soort werd voor het eerst geldig gepubliceerd door Robert Collett in 1895. Het is de enige soort van het geslacht Petropseudes, dat verwant is aan Pseudochirops.

## Uiterlijke kenmerken
De rotskoeskoes is een gedrongen koeskoes met een staart die bij de wortel dik en behaard is, maar waarvan de tweede helft dun, roze en onbehaard is. De bovenkant is grijs, de onderkant vuilwit. Van de ogen tot midden op de rug loopt een donkere streep. De kop-romplengte bedraagt 335 tot 385 mm, de staartlengte 200 tot 270 mm en het gewicht 1200 tot 2000 g.

## Voorkomen
De rotskoeskoes komt voor in Noord-Australië van de Kimberley (West-Australië) door het noorden van het Noordelijk Territorium, inclusief het Groote Eylandt, tot het nationale park Lawn Hill in Noordwest-Queensland. Daar leeft hij in rotsachtige, beboste gebieden.

## Leefwijze
Deze soort leeft in paartjes of familiegroepen. Overdag vindt de rotskoeskoes beschutting in spleten in de rotsen, maar 's nachts verschijnt het dier en klimt het met het grootste gemak in rotsen en bomen. Dan eet het bladeren, bloemen en fruit. Er wordt een enkel jong per worp geboren; dat kan in elke maand gebeuren.